# Chained to the Rhythm
"Chained to the Rhythm" (tạm dịch: "Xích theo nhịp điệu") là một bài hát của nghệ sĩ thu âm người Mỹ Katy Perry hợp tác với ca sĩ người Jamaica Skip Marley cho album phòng thu thứ năm của cô, Witness (2017). Nó được phát hành như là đĩa đơn đầu tiên trích từ album vào ngày 10 tháng 2 năm 2017 bởi Capitol Records. Perry và Marley đã tham gia viết lời bài hát với Sia Records và những nhà sản xuất của nó là Max Martin và Ali Payami. "Chained to the Rhythm" là một bản dancehall và disco với nội dung nói về nhận thức về môi trường xung quanh của mỗi người.
"Chained to the Rhythm" nhận được những phản ứng đa phần là tích cực từ các nhà phê bình âm nhạc, trong đó họ đánh giá cao cấu trúc của bài hát. Về mặt thương mại, nó đứng đầu các bảng xếp hạng ở Croatia, Hungary, Latvia, Mexico, Ba Lan, và Serbia, trong khi lọt vào top 5 ở Argentina, Úc, Brazil, Canada, Israel, Lebanon, Tây Ban Nha, Slovakia, Slovenia, và Vương quốc Anh. Tại Hoa Kỳ, "Chained to the Ryhthm" ra mắt và đạt vị trí thứ 4 trên bảng xếp hạng Billboard Hot 100, trở thành đĩa đơn top 10 thứ 14 của Perry tại đây. Ngoài ra, bài hát cũng vươn đến top 10 ở nhiều thị trường khác như Áo, Bỉ, Cộng hòa Séc, Đan Mạch, Phần Lan, Pháp, Đức, Hy Lạp, Ireland, Ý, Luxembourg, Hà Lan, New Zealand, Na Uy, Thụy Điển và Thụy Sĩ.
Video ca nhạc của "Chained to the Rhythm" được đạo diễn bởi Mathew Cullen và phát hành ngày 21 tháng 2 năm 2017, trong đó Perry vui chơi tại một công viên giải trí mang tên "Oblivia". Để quảng bá bài hát, nữ ca sĩ và Marley đã trình diễn trực tiếp nó tại lễ trao giải Grammy lần thứ 59, Giải BRIT năm 2017 và Giải thưởng Âm nhạc iHeartRadio năm 2017.

## Sản xuất và phát hành
Về album thứ năm của Katy Perry, cô ấy muốn làm một bài hát "có mục đích", mà Katy đã thực hiện vào trong bài "Chained to the rhythm". Skip Marley thông báo với Billboard rằng anh ấy với Perry cùng viết bài hát sau khi Katy nghe bài hát "Lions" của Skip. Sau hai lần nói chuyện trong tháng 1 năm 2017, Skip " đem tới thông điệp mà tôi cần phải đưa" trong lúc ghi âm bài hát, miêu tả nó như "một của tình yêu và sự thống nhất". Perry cảm thấy thất vọng khi Donald Trump được bầu cử làm Tổng thống của nước Mỹ vào tháng 11 năm 2016 và "tất nhiên không muốn viết nên một bài hát khiến bạn muốn nhảy lên trong một bữa tiệc" khi thế giới đang "nảy lửa". Cô " chuyển tất cả sự chống đối của mình thành nền âm nhạc mới" và nói rằng tạo ra bài hát "là một bài tập thể dục tốt giống như khi viết một bài hát, khi mới nghe lần đầu rất giống một bài hát vui, nhưng tôi đoán rằng nếu bạn đi vào bài hát với chiều sâu, bạn sẽ hiểu đượng ý nghĩa thực sự."

## Danh sách bài hát
- Tải kĩ thuật số[1]

1. "Chained to the Rhythm" (hợp tác với Skip Marley) – 3:57

- Tải kĩ thuật số (Hot Chip Remix)[2]

1. "Chained to the Rhythm" (Hot Chip Remix) – 5:42

- Tải kĩ thuật số (Oliver Heldens Remix) [1]

1. "Chained to the Rhythm" (Oliver Heldens Remix) – 4:37

- Tải kĩ thuật số (Lil Yachty Remix) [3]

1. "Chained to the Rhythm" (hợp tác với Lil Yachty) – 4:11

- Đĩa CD[4]

1. "Chained to the Rhythm" (hợp tác với Skip Marley) – 3:58
2. "Chained to the Rhythm" (không lời) – 3:57

## Xếp hạng
| Bảng xếp hạng (2017)                            | Vị trí cao nhất |
| ----------------------------------------------- | --------------- |
| Argentina (Monitor Latino)                      | 8               |
| Úc (ARIA)                                       | 4               |
| Áo (Ö3 Austria Top 40)                          | 7               |
| Bỉ (Ultratop 50 Flanders)                       | 6               |
| Bỉ (Ultratop 50 Wallonia)                       | 5               |
| Brazil (Billboard Hot 100)                      | 4               |
| Brazil (Billboard Pop Airplay)                  | 11              |
| Canada (Canadian Hot 100)                       | 3               |
| Canada AC (Billboard)                           | 2               |
| Canada CHR/Top 40 (Billboard)                   | 5               |
| Canada Hot AC (Billboard)                       | 2               |
| Colombia (National-Report)                      | 57              |
| Cộng hòa Séc (Rádio Top 100)                    | 3               |
| Cộng hòa Séc (Singles Digitál Top 100)          | 6               |
| Đan Mạch (Tracklisten)                          | 10              |
| Phần Lan (Suomen virallinen lista)              | 8               |
| Pháp (SNEP)                                     | 3               |
| Trường songid là BẮT BUỘC CHO BẢNG XẾP HẠNG ĐỨC | 6               |
| Đức (Airplay Chart)                             | 1               |
| Hi Lạp Tải kĩ thuật số (Billboard)              | 3               |
| Hungary (Rádiós Top 40)                         | 1               |
| Ireland (IRMA)                                  | 6               |
| Israel (Media Forest)                           | 2               |
| Ý (FIMI)                                        | 10              |
| Nhật Bản (Japan Hot 100)                        | 31              |
| Latvia (Latvijas Top 40)                        | 1               |
| Lebanon (Lebanese Top 20)                       | 3               |
| Luxembourg Tải kĩ thuật số (Billboard)          | 8               |
| Mexico (Billboard Ingles Airplay)               | 1               |
| Hà Lan (Dutch Top 40)                           | 6               |
| Hà Lan (Single Top 100)                         | 14              |
| New Zealand (Recorded Music NZ)                 | 8               |
| Na Uy (VG-lista)                                | 8               |
| Ba Lan (Polish Airplay Top 100)                 | 1               |
| Bồ Đào Nha (AFP)                                | 17              |
| Romania (Media Forest)                          | 2               |
| Nga Airplay (Tophit)                            | 3               |
| Scotland (OCC)                                  | 3               |
| Slovakia (Rádio Top 100)                        | 6               |
| Slovakia (Singles Digitál Top 100)              | 5               |
| Slovenia (SloTop50)                             | 2               |
| Tây Ban Nha (PROMUSICAE)                        | 4               |
| Thụy Điển (Sverigetopplistan)                   | 9               |
| Thụy Sĩ (Schweizer Hitparade)                   | 6               |
| Thụy Sĩ (Romandie)                              | 3               |
| Ukraine Airplay (Tophit)                        | 19              |
| Anh Quốc (OCC)                                  | 5               |
| Hoa Kỳ Billboard Hot 100                        | 4               |
| Hoa Kỳ Adult Contemporary (Billboard)           | 17              |
| Hoa Kỳ Adult Pop Airplay (Billboard)            | 7               |
| Hoa Kỳ Dance Club Songs (Billboard)             | 1               |
| Hoa Kỳ Dance/Mix Show Airplay (Billboard)       | 6               |
| Hoa Kỳ Pop Airplay (Billboard)                  | 8               |
| Hoa Kỳ Rhythmic (Billboard)                     | 32              |
| Venezuela tiếng Anh (Record Report)             | 4               |

## Chứng nhận
| Quốc gia | Chứng nhận | Số đơn vị/doanh số chứng nhận |
| --- | ---------- | ----------------------------- |
| Úc (ARIA) | Bạch kim   | 70.000‡                       |
| Bỉ (BEA) | Vàng       | 0‡                            |
| Brasil (Pro-Música Brasil) | Vàng       | 30,000‡                       |
| Canada (Music Canada) | Bạch kim   | 0‡                            |
| Đan Mạch (IFPI Đan Mạch) | Vàng       | 45.000‡                       |
| Pháp (SNEP) | Vàng       | 75,000‡                       |
| Đức (BVMI) | Vàng       | 150.000‡                      |
| Ý (FIMI) | Bạch kim   | 50.000‡                       |
| New Zealand (RMNZ) | Vàng       | 15.000‡                       |
| Tây Ban Nha (PROMUSICAE) | Bạch kim   | 40.000‡                       |
| Anh Quốc (BPI) | Vàng       | 400.000‡                      |
| Hoa Kỳ (RIAA) | Bạch kim   | 1.000.000‡                    |
| * Chứng nhận dựa theo doanh số tiêu thụ. ^ Chứng nhận dựa theo doanh số nhập hàng. ‡ Chứng nhận dựa theo doanh số tiêu thụ và phát trực tuyến. |            |                               |

## Lịch sử phát hành
| Khu vực  | Ngày                | Định dạng              | Nhãn    | Nguồn  |
| -------- | ------------------- | ---------------------- | ------- | ------ |
| Toàn cầu | 10 tháng 2 năm 2017 | Tải kĩ thuật số        | Capitol | [ 1 ]  |
| Hoa Kỳ   | 14 tháng 2 năm 2017 | Contemporary hit radio | Capitol | [ 71 ] |